# Kompbergalm
Die Kompbergalm (auch Compbergalm und Kompberg-Alpe) ist eine Alm in der Gemeinde Dorfgastein im österreichischen Bundesland Salzburg.

## Lage und Charakteristik
Die Kompbergalm liegt an den nordöstlichen Berghängen des Jedlkopfs in der Goldberggruppe. Sie gehört zur Ortschaft Luggau und zur Katastralgemeinde Dorfgastein. Eine Almhütte steht auf einer Höhe von 1706 m ü. A. Das Gelände fällt Richtung Nordosten in das Tal des Präaualmbachs ab, eines linksseitigen Nebenbachs des Luggauer Bachs. Der Weitwanderweg Salzburger Almenweg verläuft im Osten der Alm. Sie ist Teil des Eigenjagdgebiets Kompbergkarjagd. Östlich der Kompbergalm erstreckt sich eine Rotwild-Ruhezone, die von 1. November bis 31. Mai nicht betreten werden darf, und westlich eine Gamswild-Ruhezone, in der von 1. Dezember bis 31. Mai kein Zutritt erlaubt ist.
Die Kompbergalm ist nicht mit der tiefer gelegenen Kompberg-Heimalm zu verwechseln.

## Geschichte
Im von 1823 bis 1830 erstellten Franziszeischen Kataster ist im Bereich der heutigen Almhütte ein unbenanntes Gebäude verzeichnet.